# Macropodus erythropterus
Macropodus erythropterus – endemiczny gatunek słodkowodnej ryby z rodziny guramiowatych, opisany w 2002 roku. Bywa hodowany w akwariach.

## Zasięg występowania
Zamieszkuje małe górskie strumienie Wietnamu, przebywając wśród zanurzonych w wodzie korzeni.

## Opis
Ciało silnie bocznie ścieśnione, jasnobrązowe, pokryte dużą łuską. Grzbiet o zabarwieniu lekko czerwonawym. Płetwy nieparzyste połyskują niebieskimi lub zielonkawymi plamami. Płetwy brzuszne ostro zakończone, czerwone – z wyjątkiem nasady.
Samce dorastają do 6–6,5 cm długości.